# Lon Poff
Lon Poff, nato Alonzo M. Poff (Bedford, 8 febbraio 1870 – Los Angeles, 8 agosto 1952), è stato un attore statunitense.
Proveniente dal teatro, iniziò a lavorare nel cinema all'epoca del muto. Attore caratterista, prese parte, in oltre trent'anni di carriera, a più di cento film.

## Filmografia
- '49-'17 , regia di Ruth Ann Baldwin (1917)
- The Scarlet Car, regia di Joseph De Grasse (1917)
- The Grand Passion, regia di Ida May Park (1918)
- The Light of Western Stars (o The Light of the Western Stars), regia di Charles Swickard (1918)
- The Shepherd of the Hills, regia di Louis F. Gottschalk e Harold Bell Wright (1919)
- The Last Straw, regia di Denison Clift e Charles Swickard (1920)
- Bonnie May, regia di Joseph De Grasse, Ida May Park (1920)
- Sand, regia di Lambert Hillyer (1920)
- Square Shooter, regia di Paul Cazeneuve (1920)
- L'uomo che osò (The Man Who Dared), regia di Emmett J. Flynn (1920)
- The Old Swimmin' Hole, regia di Joseph De Grasse (1921)
- Big Town Ideas, regia di Carl Harbaugh (1921)
- I tre moschettieri (The Three Musketeers), regia di Fred Niblo (1921)
- The Night Horsemen, regia di Lynn Reynolds (1921)
- Gente onesta (Turn to the Right), regia di Rex Ingram (1922)
- Tracked to Earth, regia di William Worthington (1922)
- Il prigioniero di Zenda (The Prisoner of Zenda), regia di Rex Ingram
- Il fabbro del villaggio (The Village Blacksmith), regia di John Ford (1922)
- Peg del mio cuore (Peg o' My Heart), regia di King Vidor (1922)
- Suzanna, regia di F. Richard Jones (1922) [1][2]
- Brass Commandments, regia di Lynn Reynolds (1923)
- The Girl I Loved, regia di Joseph De Grasse (1923)
- Souls for Sale, regia di Rupert Hughes (1923)
- Main Street, regia di Harry Beaumont (1923)
- The Man Who Won, regia di William A. Wellman (1923)
- Chi dice donna dice danno (The Untameable), regia di Herbert Blaché (1923)
- Rapacità (Greed), regia di Erich von Stroheim (1924)
- The Silent Rider, regia di Lynn Reynolds  (1927)
- La maschera di ferro (The Iron Mask), regia di Allan Dwan (1929)